# Immanuel-Kant-Schule (Rüsselsheim am Main)
Die Immanuel-Kant-Schule (kurz: IKS) ist ein 1896 gegründetes Gymnasium in Rüsselsheim am Main, benannt nach dem Philosophen Immanuel Kant. Ihr Unterrichtsangebot wird durch drei zertifizierte Schwerpunkte geprägt: Musik, Sport und MINT. Sie wird derzeit von 1250 Schülern besucht und hat etwa 87 Lehrkräfte.

## Geschichte
| Zeitraum  | Schulleitung                                |
| --------- | ------------------------------------------- |
| 1897–1909 | Ludwig Buxbaum                              |
| 1909–1915 | Seibert                                     |
| 1915–1916 | Haas/Friedrich Lehmann                      |
| 1916–1922 | Hermann Müller                              |
| 1922–1933 | Friedrich Lehmann                           |
| 1933–1936 | Peter Gerhard                               |
| 1936–1942 | August Lampas                               |
| 1942–1943 | Heinrich Völker/Schlier                     |
| 1943–1945 | Helmut Heiland                              |
| 1945–1949 | Walter Brauer/ Julius Simon (kommissarisch) |
| 1949–1967 | Julius Simon                                |
| 1967–1989 | Werner Keil                                 |
| 1989–2002 | Günther Jacobs                              |
| 2002–2012 | Franz-Peter Osterkamp                       |
| 2012–2019 | Rainer Guss                                 |
| 2019–2020 | vakant                                      |
| seit 2020 | Beate König                                 |

Die Geschichte der heutigen Schule geht auf eine Privatschule zurück, die am 27. Mai 1896 von vermögenden Rüsselsheimer Bürgern gegründet wurde. Sie wollten damit ihren Kindern die Zugfahrt nach Mainz an eine der dortigen weiterführenden Schulen ersparen. Die Schule war zuerst in einem Anbau des Rüsselsheimer Fabrikanten Paul Hessemer untergebracht. Die Gemeinde übernahm 1897 die Schule und überführte sie in die Schulform „Höhere Bürgerschule“. Dem ersten Kuratorium der Schule gehörte neben dem Gründer Hessemer auch der Bürgermeister der Stadt Jakob Sittmann an. Zu diesem Zeitpunkt besuchten 45 Kinder die Schule, davon etwa ein Drittel Mädchen.
1898 wurde die Schule der Schulabteilung des Ministeriums des Inneren in Darmstadt unterstellt. Sie bezog auch ihre erste Adresse in der Schäfergasse 16. Das dortige Gebäude wurde von Paul Hessemer extra für die Schule erbaut. 1910 erfolgte ein nächster Umzug in ein Gebäude des örtlichen Gewerbevereins. Die Zahl der Schüler und der Lehrkräfte war danach stets im Ansteigen.
Im Ersten Weltkrieg verlor die Schule mehrere Lehrer, darunter den Schulrektor Seibert. Die Schüler wurden in landwirtschaftliche Arbeiten einbezogen, wiederholter Unterrichtsausfall dominierte den Alltag. Nach dem Ersten Weltkrieg litt die Schule unter den Auswirkungen der französischen Besatzung. Die Schülerzahlen entwickelten sich dennoch stetig nach oben. 1922 wurde die 10. Klasse (Untersekunde) eingeführt. Das zuständige Ministerium erlaubte den Ausbau der Schule zu einer „Realschule in Entwicklung“ mit dem Ziel, dass aus ihr eine Realschule wird. 1925 bezog die Schule das ehemalige Gebäude der Volksschule in der Schulstraße 8. Der Umzug war wegen der angestiegenen Schülerzahlen notwendig geworden. 1928 verlieh der Hessische Minister für Kultus und Unterricht der Schule den Titel Realschule.
1932/33 erhielt das Schulgebäude einen Anbau, in dem sechs Klassen untergebracht wurden.
1937 bekam die Schule die Bezeichnung „Oberschule für Jungen“ und wurde zu einer so genannten „Vollanstalt“. Das bedeutete, dass sie das Reifezeugnis, also das Abitur, vergeben konnte. Auf Grund der verkürzten Schulzeit in der Oberstufe (zwei statt drei Jahre) legten 1939 die ersten zehn Schüler (neun Jungen, ein Mädchen) das Abitur ab.
1937/38 mussten weitere Räume der direkt benachbarten Gewerbeschule angemietet werden, um dem Platzmangel Herr zu werden. Am 17. Januar 1938 wurde die erste Turnhalle der Schule eingeweiht. Ende 1938 kaufte die Stadt das Gebäude der Gewerbeschule auf und stellte es weitgehend der Schule zur Verfügung. Die Kellerräume des Gebäudes wurden jedoch weiterhin vom Heimatverein benutzt. In den oberen Stockwerken wurden Zeichensäle und naturwissenschaftliche Räume eingerichtet.
Im Zweiten Weltkrieg musste die Schule die gerade erbaute Turnhalle sowie drei Klassenräume der Wehrmacht zur Verfügung stellen. Die Abiturienten wurden als Soldaten eingezogen, die Jungen über sechzehn Jahre als Luftwaffenhelfer ausgebildet und am Ortsrand eingesetzt. 1944 evakuierte man den Großteil der Schülerschaft im Zuge der Kinderlandverschickung u. a. nach Sprendlingen. Bei mehreren Bombardierungen Rüsselsheims wurde auch die Schule in Mitleidenschaft gezogen. Am 12. August 1944 wurde das Dach beschädigt sowie mehrere Türen und Fenster wurden zerstört.
Die amerikanischen Besatzungskräfte setzten am 31. August 1945 den bisherigen Lehrer Walter Brauer auf Grund seines Alters als neuen (kommissarischen) Schulleiter anstelle des vorherigen Helmut Heiland ein. Brauer bereitete die Wiedereröffnung der Schule vor, die am 5. November 1945 erfolgte. Die ersten Nachkriegsjahre waren von großer sozialer und wirtschaftlicher Not geprägt, da es am notwendigsten Material fehlte (Tische, Stühle, Kohle zum Heizen usw.).
1946/47 erhielt die Schule die Bezeichnung „Realgymnasium“. 1949 ernannte man den bisherigen kommissarischen Schulleiter Julius Simon zum Schulleiter.
1949/50 wurde die Schülermitverwaltung gegründet, die sich 1953 eine „Verfassung“ gab und 1954 ihren Namen in „Schülermitverantwortung“ änderte. Um der durch die große Zahl von Flüchtlings- und Vertriebenenkindern entstandenen Raumnot Herr zu werden, wurden 1953/54 „die getrennten Gebäude der ehemaligen Gewerbe- und Höheren Bürgerschule durch einen Zwischenbau verbunden“.
1954 erschien die erste Nummer der langjährigen Schülerzeitung „rüssel“, die bis in die 1970er-Jahre bestand, als sie von „Ikarus“ abgelöst wurde, welche ihrerseits in den 1980er-Jahren in Erscheinen einstellte.
Am 1. April 1956 erhielt die Schule den Namen „Immanuel-Kant-Schule“.

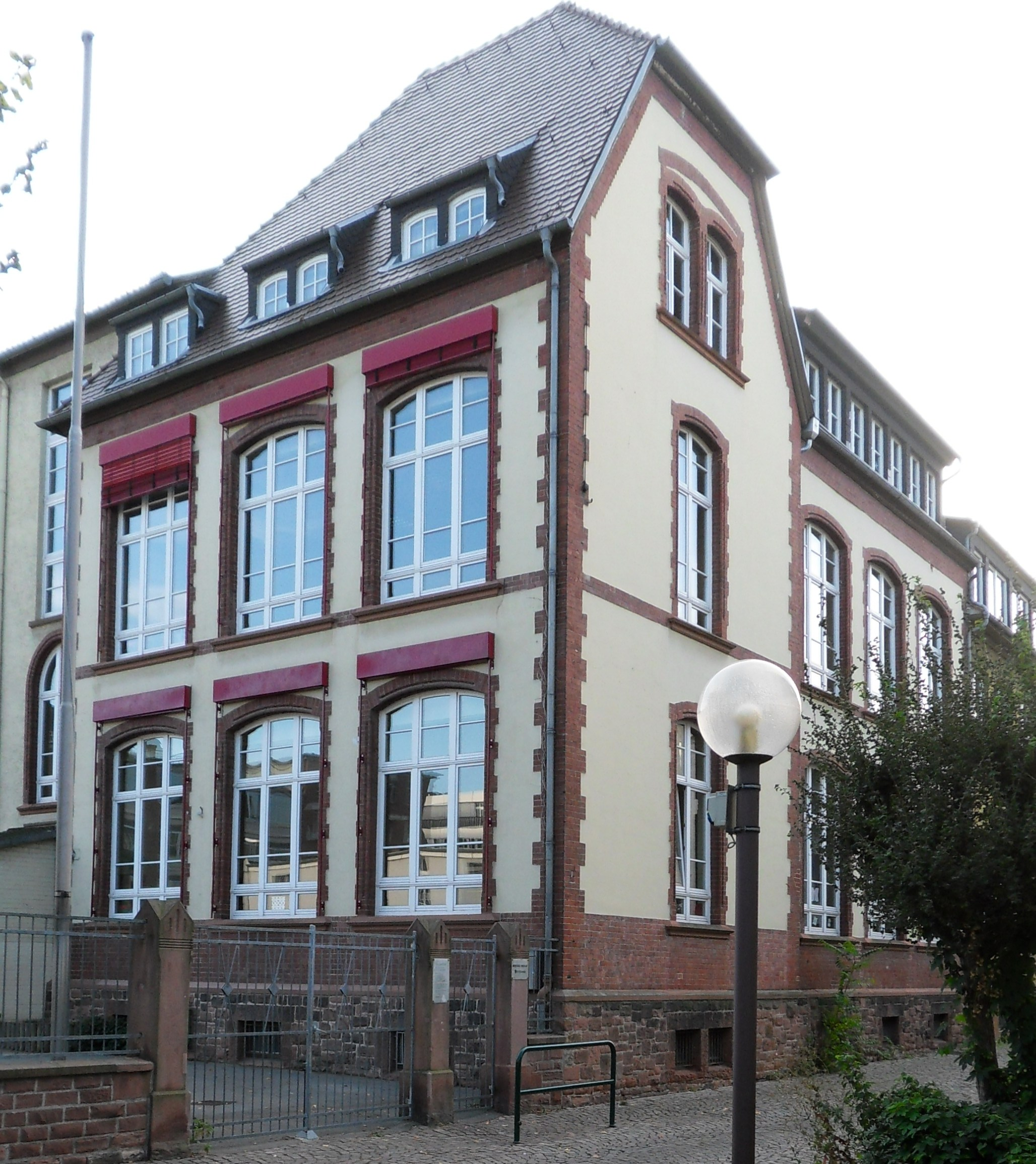
Standort bis 1969 in der Schulstraße 2

1967 beschloss der Magistrat der Stadt auf Grund der gestiegenen Schülerzahlen, der Schule am damaligen Stadtrand einen Neubau zur Verfügung zu stellen. Der Umzug in die neuen, modernen Gebäude fand überwiegend 1969 statt und zog sich über Monate hin. Im selben Jahr wurde der langjährige Schulleiter, Julius Simon, pensioniert. Auf ihn folgte Werner Keil, der das Amt bis 1989 innehatte.
1970 genehmigte das Hessische Kultusministerium den Antrag des Kollegiums auf die Errichtung eines „Schulsportzentrums“ an der IKS. Das bedeutete eine verstärkte Zusammenarbeit mit den anderen Rüsselsheimer Schulen zwecks Talentsichtung und -förderung. In der Oberstufe bestand die Möglichkeit eines Leistungsfaches Sport.
1973 stellte die Stadt auf dem Schulgelände zwei Pavillons auf, um die Schüler weiterhin unterbringen zu können.
1981 führte die Schule ihre erste Projektwoche durch.
1986 gründete Horst Aussenhof die IKS-Big-Band als Arbeitsgemeinschaft. Aus dieser sind die IKS-Swing-Kids und die IKS-Junior-Swing-Kids erwachsen.
1989 wurde Werner Keil pensioniert, sein Nachfolger wurde Günther Jacobs.
1990 wurde das Oberstufengebäude fertiggestellt, wodurch eine Entspannung der Raumnot eintrat.
1991 wurde die Schule eine Partnerschule des Leistungssports.
1994 erschien die erste Ausgabe der Schulzeitung „Kant Aktuell“.
1996 feierte die Schule ihr 100-jähriges Jubiläum mit einer Festschrift und einer Festwoche.
1997 wurde die erste Internetadresse der Schule freigeschaltet.
Nach der Pensionierung von Günther Jacobs 2002 wurde Franz-Peter Osterkamp sein Nachfolger. Im darauf folgenden Jahr 2003 erhielt die IKS das Zertifikat „Schule mit Schwerpunkt Musik“, wodurch Musik neben Sport zur weiteren Säule der Schule wurde. Zugleich durfte die Schule für zwei Jahre das Zertifikat „Umweltschule in Europa“ tragen.
2005 wurde die IKS zusammen mit allen anderen hessischen Schulen auf G8 umgestellt (Abitur nach 8 Jahren). 2013 beschloss die Schulgemeinschaft die Rückkehr zu G9. 2011 wurden umfangreiche Umbau- und Sanierungsmaßnahmen abgeschlossen. Im Zuge dessen erhielten die neu gestalteten naturwissenschaftlichen Räume elektronische Tafeln. 2012 wurde Franz-Peter Osterkamp pensioniert. Sein Nachfolger wurde Rainer Guss.
Mit dem MINT-Zertifikat, das der Schule 2014 verliehen wurde, wurde der dritte Schwerpunkt errichtet. Das Zertifikat spiegelt damit das Engagement der Schulgemeinschaft in den naturwissenschaftlichen Fächern. Der Sport-Schwerpunkt der Schule wurde 2015 mit dem durchgängigen Sportklassenkonzept von Klasse 5 bis 10 erweitert und auf eine neue Basis gestellt. Die Stadt stellte der Schule wegen des Raummangels zwei Pavillons zur Verfügung.
2016 feierte die IKS ihren 120. Geburtstag. Aus diesem Anlass standen die Veranstaltung des ersten Halbjahres unter der Losung „120 Jahre IKS“. Das Jubiläum wurde mit mehreren Gesprächsrunden über die Geschichte der Schule, einer Projektwoche, einem Schulfest sowie einer akademischen Feier im Stadttheater gefeiert. Auf letzterer traten mehrere Ehemalige der Schule wie Walter Renneisen, Tobias Goldschmidt, Bianca Heinz oder Wolfgang Schneider auf.
2017 erhielt die Schule u. a. auf Grund ihres Engagements in der Umweltbildung (Schulimkerei, Umwelt-AG usw.) vom Land Hessen das Zertifikat „Umweltschule“.
| Jahr | Anzahl    |
| ---- | --------- |
| 1896 | 22        |
| 1906 | ca. 45    |
| 1926 | 149       |
| 1936 | 184       |
| 1947 | 530       |
| 1956 | 714       |
| 1966 | 698       |
| 1976 | 1.350     |
| 1986 | ca. 1.055 |
| 1996 | 1.074     |
| 2008 | 1.338     |
| 2016 | 1.021     |
| 2017 | 1.062     |
| 2018 | 1.114     |
| 2019 | 1.107     |

## Leitbild
Das Leitbild der IKS ist im 2017 neu verabschiedeten „Schulprogramm“ niedergelegt. Demnach orientiert sich die Schule an dem Bildungs- und Erziehungsauftrag des Landes Hessen. Sie fühlt sich aber auch dem Namensgeber Immanuel Kant und dessen Appell verpflichtet: „Handle so, dass die Maxime deines Willens jederzeit zugleich als Prinzip einer allgemeinen Gesetzgebung gelten könne.“
Das Leitbild der IKS hält als Ziel fest, dass sich die Schüler zu selbstbewussten, offenen und kritikfähigen Persönlichkeiten entwickeln und sich in persönlicher Zufriedenheit in den Dienst der Gemeinschaft stellen sollen. Sie sollen zudem Verantwortung für sich und andere übernehmen, altersgemäß in ihren fachlichen und überfachlichen Kompetenzen gefördert und gefordert werden und die vielseitigen Möglichkeiten der IKS zur individuellen Profilentwicklung nutzen. Es ist ferner das Ziel der Schule, dass die Schüler für zukünftige Aufgaben vorbereitet werden, indem sie an schulischen Angeboten zur Vorbereitung auf Studium und Beruf teilnehmen.
Laut Leitbild bietet die Schule dazu unterrichtliche und außerunterrichtliche Möglichkeiten des Entdeckens, Erprobens und Erfahrens an. Sie nutzt hierzu ihre Kooperationen mit Partnern aus Forschung, Wissenschaft und Wirtschaft. Auch geht es der Schule darum, die Arbeit mit den Schülern so zu gestalten, dass sie die Schule gerne besuchen und eine langfristige Beziehung zu ihr aufbauen.
Die ganze Schulgemeinde orientiert sich an der schuleigenen Werteordnung, um eine förderliche Lernatmosphäre zu gewährleisten.

## Schwerpunkte

### Sport

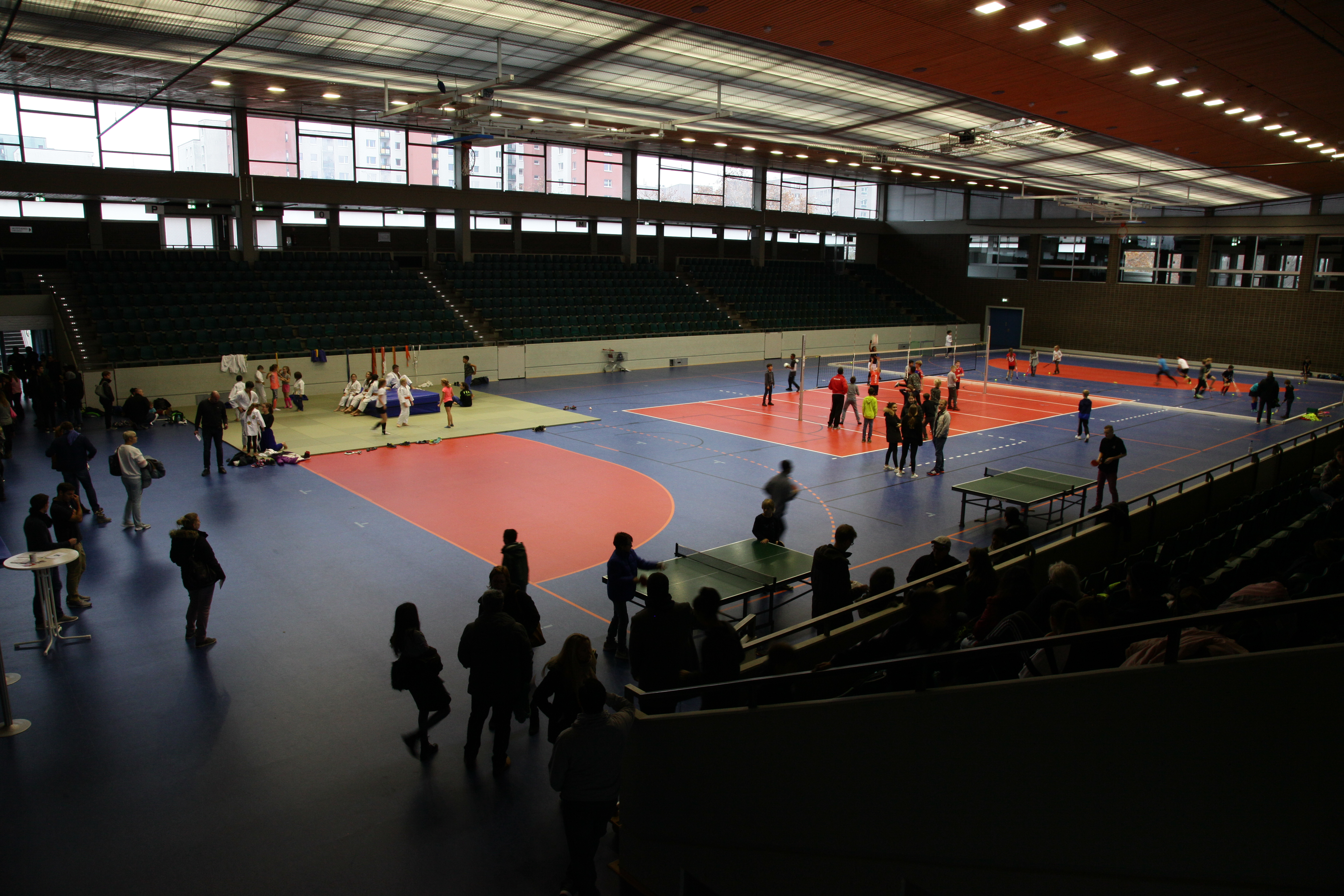
Große Halle in der Großsporthalle während des Tages der offenen Tür 2018

Die IKS ist eine Schule mit Schwerpunkt Sport. Sie nimmt seit 1991 am Landesprogramms „Talentsuche – Talentförderung“ teil. Im Rahmen dieses Programms werden die Sportarten Volleyball, Hockey und Judo besonders gefördert. Damit soll in Zusammenarbeit von Schule und Sportverbänden/Sportvereinen der Einstieg in leistungssportliches Training für Schüler human und pädagogisch verantwortungsbewusst gestaltet werden. Drei sogenannte Lehrer-Trainer-Stellen gewährleisten die Ausgestaltung des Landesprogramms im Sinne leistungssportlich orientierter Schüler. Seit dem Schuljahr 2008/09 werden Sportklassen, seit dem Schuljahr 2016/2017 eine durchgängige leistungssportliche Förderung bis zum Abitur angeboten, nicht zuletzt durch das Angebot des Leistungsfaches Sport in der gymnasialen Oberstufe. Ihren Niederschlag findet die sportliche Förderung in den Kernsportarten auch in herausragenden Ergebnissen der IKS-Schulmannschaften beim Schulsportwettbewerb „Jugend trainiert für Olympia“. Sie konnten als Vertreter Hessens viele Erfolge bei verschiedenen Wettkämpfen erzielen.

### Musik

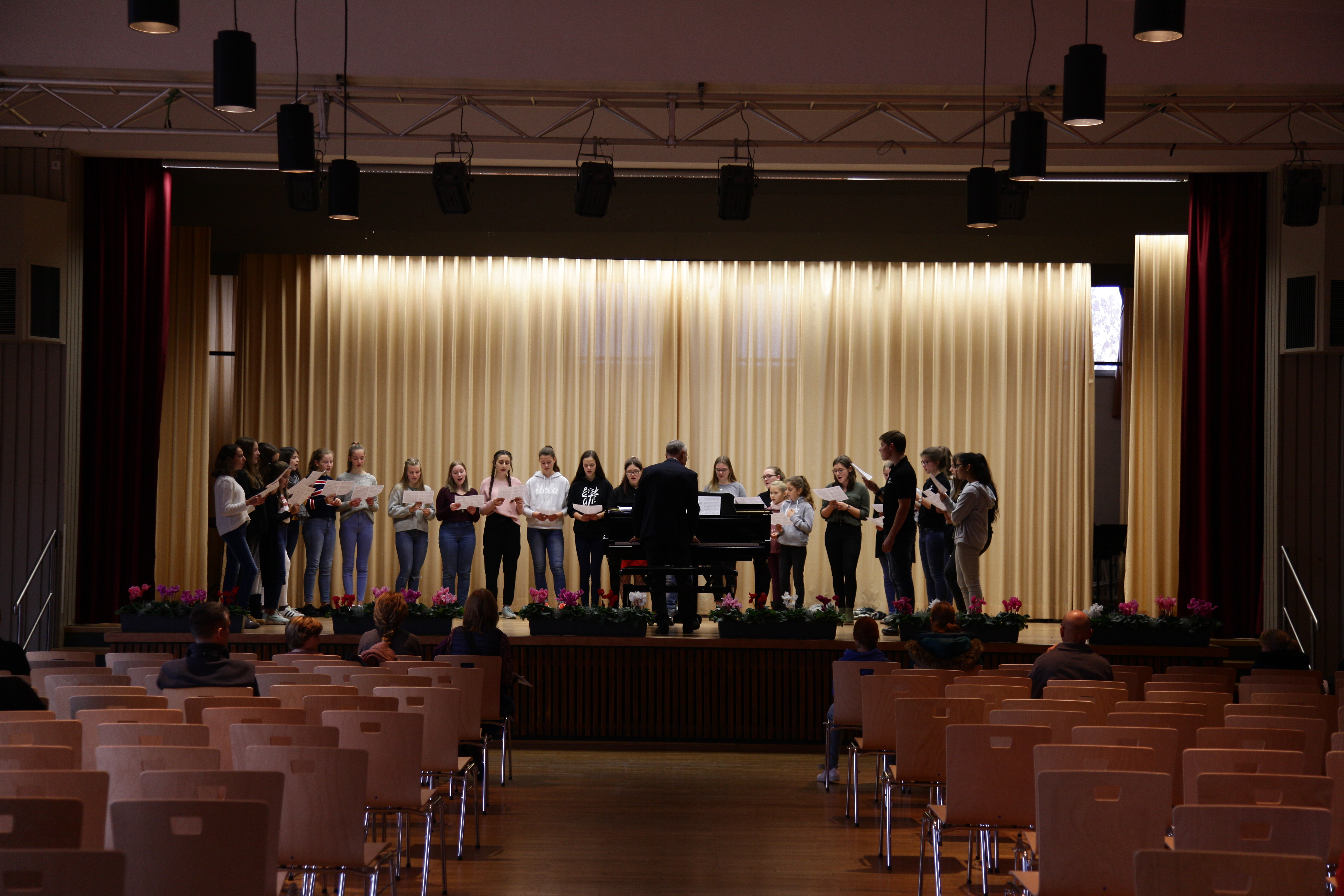
Chorprobe in der Aula während des Tages der offenen Tür 2018

Die IKS ist seit 2003 eine vom Land Hessen zertifizierte Schule mit musikalischem Schwerpunkt. Diese amtliche Anerkennung bedeutet die Zuweisung von mehr Unterrichtsstunden im Fach Musik. Über den normalen Pflichtunterricht hinaus können Musikklassen und Bläserklassen eingerichtet werden, die vier statt zwei Wochenstunden Musikunterricht haben. Die beiden zusätzlichen Stunden dienen zum Erlernen eines Instruments.
Bereits in den 1970er-Jahren wurden ein Schulorchester, mehrere Chöre und eine enge Zusammenarbeit mit der Rüsselsheimer Musikschule aufgebaut. Seit dieser Zeit stellen diese zusätzlichen Angebote eine praktische Ergänzung zu den regelmäßig stattfindenden Musik-Grund- und Leistungskursen in der Oberstufe dar. Das seit 1999 aufgebaute und viel beachtete Gesangprojekt KANTvokal, das die vier Ensembles Immanuel Kant Chor, Cantilena, Herrensalon und Swingles umfasst, wurde im Jahre 2012 bei einem Festkonzert im Kurhaus Wiesbaden im Beisein der damaligen hessischen Kulturministerin Nicola Beer beispielhaft als landesweit beachtetes Modell herausgestellt. Mittlerweile wird das Modell an verschiedenen deutschen Schulen mit musikalischem Schwerpunkt recht ähnlich umgesetzt. Es richtet sich an eine breite Basis von Schülern und fördert besonderen Einsatz in angemessenen und stimmlich differenzierten Leistungsensembles.
Durch die pädagogische Stringenz des Projektes können Kinder mit fremdsprachlichem Familienhintergrund und Muttersprachler ohne ausreichende familiäre Anleitung – geschützt durch die Chorgemeinschaft – ihre sprachlichen Fertigkeiten enorm verbessern. Neben der musikalischen und stimmlichen Bildung nimmt das Präsentations-Training (Haltung, Gehen, Stehen, Sprache, Mimik, Gestik) eine wichtige Rolle ein.
Der pädagogische Sinn des Projektes KANTvokal besteht darin, den Schülern außerhalb des Unterrichts soziale Kompetenzen zu vermitteln. Sie können von diesem Training bei Referaten, in Bewerbungssituationen und – vor allem – durch selbstbewussteres und selbstdisziplinierteres Agieren innerhalb einer Gruppe profitieren.
Die Swing Kids und die Ehemaligen der IKS Big Band gewannen in den letzten 30 Jahren mehrfach Jazz-Preise und damit nationale und internationale Aufmerksamkeit. Inzwischen ist die IKS mit vielen engagierten Musiklehrkräften sehr gut aufgestellt. Mit den aktuellen Ensembles, wie dem in Hessen einzigartigen Chorprojekt KANTvokal, bestehend aus den vier Gesangsensembles Immanuel Kant Chor, Cantilena, Herrensalon und Swingles, sowie der Musical-AG, dem Junior-Orchester, der Jungen Philharmonie Rüsselsheim, den Junior Swing Kids und den Swing Kids, ist die Schule vielfältig musikalisch aktiv. Jedes Jahr wird im Wechsel für die Klassen 5 und 6 eine Bläser- oder Musikklasse eingerichtet, in denen die Kinder für das aktive Musizieren ausgebildet und zum Nachwuchs der Orchester und der Big Bands werden.
In den vergangenen Jahren wurde die Schule für ihre Musicalproduktionen gelobt, die unter äußerst professionellen Bedingungen aufgeführt wurden. So wurde beispielsweise 2015 „Der kleine Horrorladen“ gezeigt; für März 2020 sind vier Shows des Musicals „Bonnie und Clyde“ geplant. Alle Musicals entstanden unter großer Mitarbeit der Schülerschaft und einiger Lehrer.

### MINT

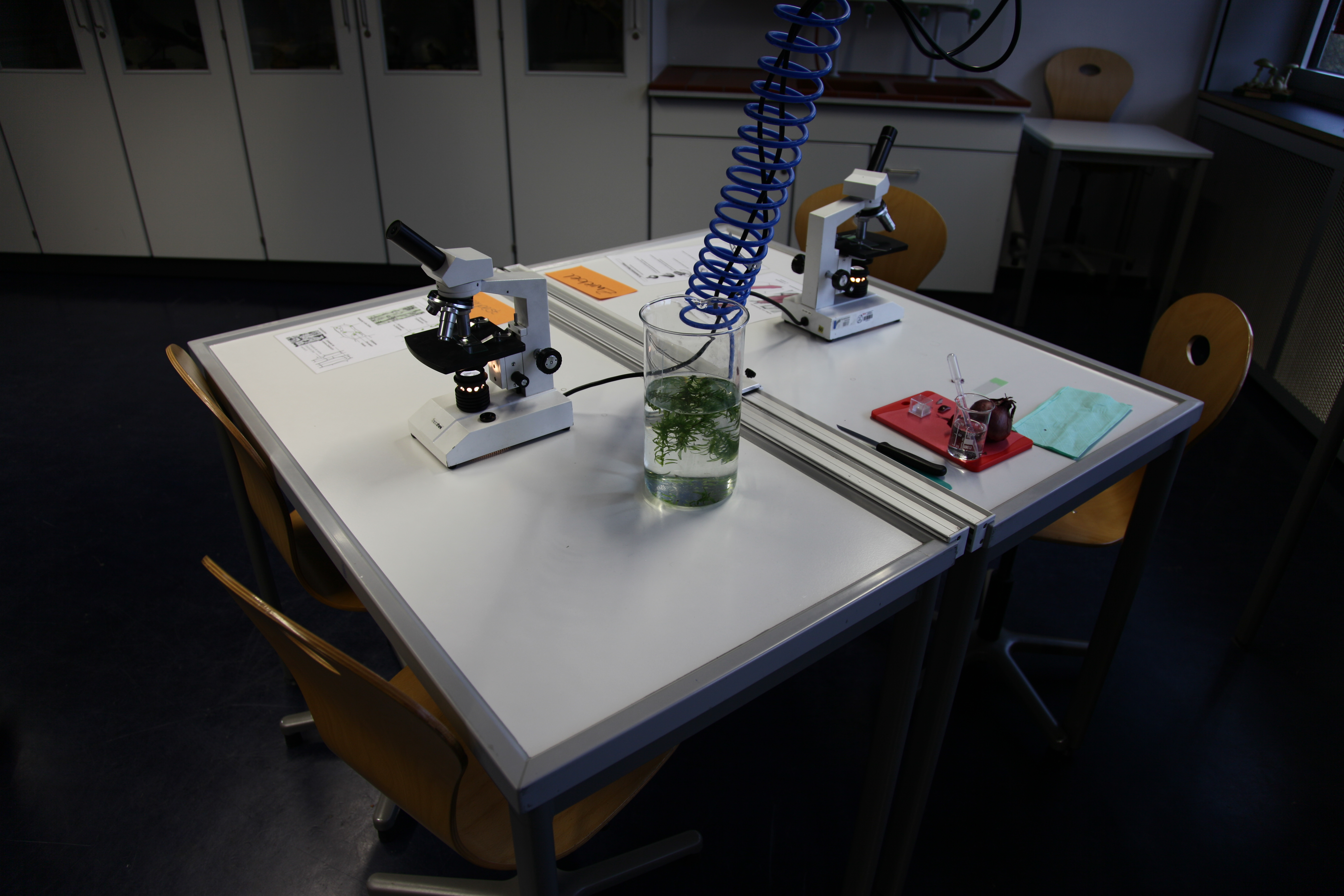
Biologieraum während des Tages der offenen Tür 2018

Die IKS besitzt seit Herbst 2014 die Auszeichnung „MINT-freundliche Schule“. Das Zertifikat bescheinigt ein weit überdurchschnittliches Engagement im Bereich der MINT-Fächer. Das gilt für die hohe Qualität des Unterrichts in den zeitgemäß ausgestatteten Fachräumen, für das vielfältige Angebot an Arbeitsgemeinschaften, sowie für die zahlreichen Kooperationen mit außerschulischen Partnern, wie z. B. das Modellprojekt der „Junior-Ingenieur-Akademie“ im Fach Informatik. In der Unterstufe werden die Schüler entsprechend ihrem Lernstand durch von Lehrkräften gehaltene Förder- und Forderkurse unterstützt und gefördert. Die sehr gute Ausstattung der Fachräume ermöglicht es im Physik-, Chemie- und Biologieunterricht, eine Vielzahl von Experimenten durchzuführen. Weiterhin werden außerschulische Lernorte genutzt wie der Schulgarten, der seit 2015 auch Raum für die Pflege eines Bienenvolkes durch die Umwelt-AG bietet und damit Grundlage einer im Aufbau begriffenen Schulimkerei mit eigener Honig- und Kerzenproduktion darstellt. Dem Engagement der Schulimkerei ist die Auszeichnung der Schule mit dem Zertifikat „Umweltschule“ zu verdanken. Der AG-Bereich Informatik bietet für Schüler aller Jahrgangsstufen ein breites Angebot, in dem Kenntnisse in Programmierung und Robotik erworben werden können. Dabei bieten sowohl die „Junior-Ingenieur-Akademie“ als auch das 2015 zusammen mit der Adam Opel AG ins Leben gerufene „VEX“-Projekt eine Möglichkeit zur Berufsorientierung. Zur Studienorientierung gibt es mehrere Kooperationen mit verschiedenen Universitäten im Rahmen der Begabtenförderung (XLAB der Georg-August-Universität Göttingen, Erfinderlabore in Kooperation mit der TU Darmstadt) und der Firma Merck.
Die Stundenzahl in der Einführungsphase der Oberstufe in den Naturwissenschaften ist um eine Stunde erhöht und im Fortgang werden kontinuierlich Leistungskurse in Mathematik und allen naturwissenschaftlichen Fächern angeboten. Jugend-forscht-Projekte, Praktika bei Firmen der Region und die Teilnahme an vielen Wettbewerben runden das breite Angebot ab.

### Soziales Lernen
Die IKS begleitet die Schüler auf dem Weg zum Erwachsenwerden mit altersentsprechenden und vielseitigen Angeboten von Klasse 5 bis zur Einführungsphase. Durch eine Vermittlung von Werten, die auch in der Werteordnung der Schule berücksichtigt sind, werden das soziale Miteinander, die Empathiefähigkeit und das Selbstwertgefühl gefördert.

#### Jugendmedienschutz
Die IKS verknüpft die Aktivitäten im Bereich des Jugendmedienschutzes eng mit dem Konzept des Sozialen Lernens. Medienerziehung und Jugendmedienschutz bedeuten somit immer auch Werteerziehung. Ein weiterer Schwerpunkt liegt in der Aufklärung der Schüler über problematische Online-Inhalte und die Konsequenzen eines übermäßigen Medienkonsums. In den Jahrgängen fünf bis sieben stehen den Klassenlehrern Unterrichtseinheiten zu den Themen „WhatsApp“, „Cybermobbing“ und „Sicherheit im Netz“ zur Verfügung.

#### Schulseelsorge
Die IKS verfügt über eine halbe Stelle Schulseelsorge. Die Schulseelsorge berät Schüler in Fällen wie Schulstress, bei Familienproblemen oder sonstigen Sorgen. Die Schulseelsorge ist offen für alle – unabhängig von der Religion und Konfession. Die Gespräche sind freiwillig und vertraulich. Die Schulseelsorgerin bietet im Lauf des Schuljahres gemeinsam mit anderen Religionslehrkräften Verschiedenes an: einen Einschulungsgottesdienst, Andachten, Besinnung in der Adventszeit, Angebote zum Auftanken und Ruhefinden.

#### Der Übergang von der Grundschule auf das Gymnasium
Der Übergang von der Grundschule zum Gymnasium stellt für viele Kinder und deren Eltern eine Herausforderung mit vielen Unbekannten dar. Die IKS versucht, diesen Übergang möglichst reibungslos zu gestalten. Die neuen „Kantianer“ sollen sich willkommen fühlen und schnell an der IKS heimisch werden. Damit der Übergang für die Schüler erfolgreich wird, werden vielfältige Maßnahmen angeboten:
- Ende November findet der Tag der offenen Tür an der IKS statt, bei dem sich interessierte Kinder und deren Eltern über das vielfältige Angebot der IKS informieren können
- Am Elterninformationsabend Ende Januar stellt der Schulleiter das Schulkonzept noch einmal im Detail vor. Zusammen mit den verschiedenen Lehrkräften aus den unterschiedlichen Schwerpunkten und pädagogischen Konzepten der Schule können hier noch einmal Detailfragen erörtert werden
- Für Kinder mit Interesse am Sportklassenkonzept der Schule findet ein Probetraining im Dezember statt, bei dem auch weitere Informationen zum sportlichen Schwerpunkt vermittelt werden.
- Im Herbst findet ein Treffen von Lehrkräften der 5. Klassen mit Grundschullehrkräften zwecks Austausches über die neuen Fünftklässler statt.
- Im Frühling findet ein Informationsabend für die Eltern der neuen Fünftklässler in den Profilklassen (Musik und Sport) statt.

## Schulprofil und Einrichtungen

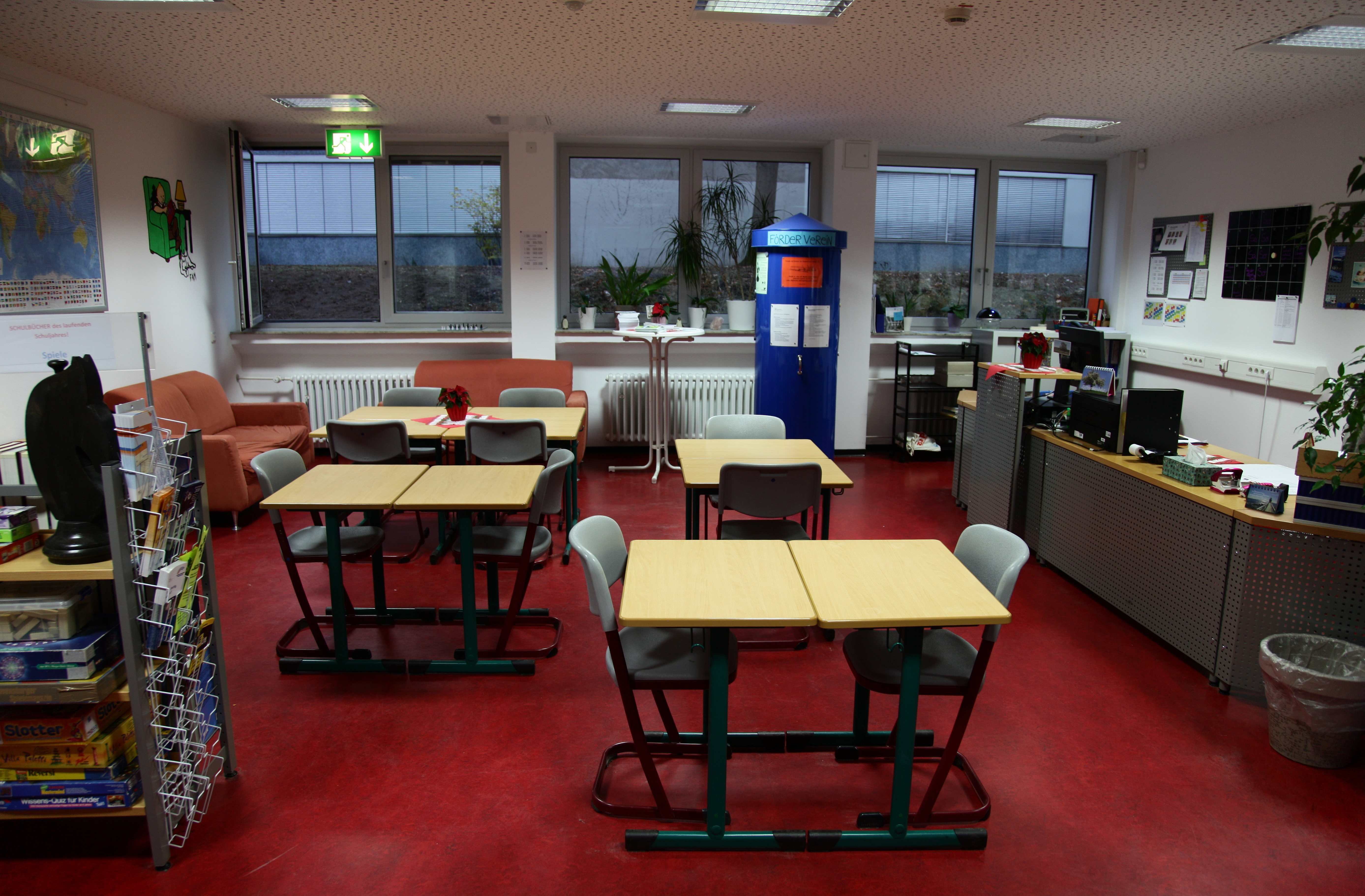
Eingangsraum der Schülerbibliothek

Die Immanuel-Kant-Schule ist eine Ganztagsschule (Profil 1). Den besonderen Anforderungen an eine Ganztagesbetreuung entsprechend wurde neben einer Cafeteria eine Mensa eingerichtet, auch eine Schülerbibliothek und Gruppenräume sind neu entstanden. Für die jüngeren Jahrgänge wird Hausaufgabenbetreuung angeboten. Wer in Hauptfächern größere Probleme hat, kann das Angebot von Förderkursen in Anspruch nehmen. So gibt es Rechtschreib- und Mathematik-Förderung, Förderung für Englisch, Latein und Französisch sowie Deutsch für Migranten.
Die Schüler der IKS können ihre Fremdsprachenkenntnisse durch Sprachdiplome (Cambridge Certificate, DELF-Sprachdiplome) dokumentieren. Der Erwerb der Fremdsprachen wird durch Projekte sowie sprachenübergreifende und -verbindende Unterrichtssequenzen in Fachunterricht und Schulleben gefördert. Aktivitäten wie Austausche, Exkursionen oder Wettbewerbe runden das Angebot ab.
Das Wahlunterricht-Konzept der IKS bietet den Schülern der Klassen 9 und 10 die Möglichkeit, ihre Kenntnisse und Neigungen sowohl in den Bereichen der Schulschwerpunkte als auch darüber hinaus zu vertiefen und auszubauen.

### Förderverein
Der Förderverein „Freunde und Förderer der Immanuel-Kant-Schule e.V.“ wurde 1986 gegründet und zählt derzeit ca. 280 Mitglieder. Das Ziel des Vereins besteht darin, die Schule in ihren pädagogischen Aufgaben finanziell zu unterstützen, den Erwerb von zusätzlichen Lehr- und Lernmitteln sowie Ausstattungsgegenständen zu ermöglichen, die Pflege von Traditionen an der Immanuel-Kant-Schule z. B. Ehemaligentreffen sicherzustellen, einen Sozialfonds zu betreuen, die Bibliothek zu unterstützen, das Schulbistro zu leiten und die Hausaufgabenbetreuung zu gewährleisten.

### Schülervertretung
Die Schülervertretung (SV) der IKS existiert seit Anfang der 1950er-Jahre. Sie kümmert sich um die Belange der Schüler und vertritt sie vor der Lehrerschaft. Die gesamte SV trifft sich regelmäßig im eigenen SV-Raum. Dort wird über Probleme diskutiert, Termine werden bekannt gegeben und neue Projekte in Angriff genommen.

### Hausaufgabenbetreuung
Die IKS bietet ihren Schülern die Möglichkeit, ihre Hausaufgaben unter Aufsicht in der Hausaufgabenbetreuung zu erledigen. Soweit möglich, sollen die Hausaufgaben dabei eigenverantwortlich gemacht werden. Falls die Hausaufgaben „vorzeitig“, d. h. vor Beendigung der Betreuungszeit erledigt sein sollten, können sich die Schüler nach Absprache mit zusätzlichen Aufgaben beschäftigen, Bücher aus der Schülerbibliothek lesen, zeichnen oder auch spielen.

### Arbeitsgemeinschaften (AGs)
Die Immanuel-Kant-Schule hat viele verschiedene, rege besuchte Arbeitsgemeinschaften als Angebote für die Schüler. Da die IKS ihren Schwerpunkt im Bereich der Musik hat, gibt es in diesem Bereich besonders viele Angebote. So sind die bekanntesten Musikgruppen der „Kant-Chor“, der sich überwiegend aus Schülern der Mittelstufe zusammensetzt, die „Junior Swing Kids“, die die Nachwuchsband der renommierten „IKS Big Band“ und der „IKS Swing Kids“ darstellen, sowie die „Swingles“ und der „Herrensalon“.
Auch im Sportbereich hat die Immanuel-Kant-Schule weitreichende Angebote für die Schüler. In Kooperation mit dem Rüsselsheimer RK wir „Rudern“ als AG angeboten. Ebenfalls gibt es eine Kletter-AG sowie die Talentförderungsgruppen in Volleyball, Judo und Hockey.
Die Immanuel-Kant-Schule hat auch einen besonderen Schwerpunkt für Informatik und Robotik. Die Schüler können ab der fünften Klasse bis zum Abitur alles von den Grundkenntnissen der Informatik bis zur Programmierung von Apps, Programmen und Robotern lernen.
| Schwerpunkt Musik - Juniororchester - Junior Swing Kids - Orchester (JPR) - Swing Kids - Immanuel-Kant-Chor - Cantilena - Herrensalon - Swingles Schwerpunkt MINT - Umwelt - Jugend forscht - RoBITs-Schnupperkurs - RoBITs-Einführungskurs - JIA-Vorbereitungskurs (RoBITs) | Schwerpunkt Sport - Rudern - Klettern Sonstige - Kunst - Kant Aktuell (Schülerzeitung) - Theater Talentförderung - Volleyball - Judo - Hockey |

## Berufs- und Studienorientierung
Die Berufs- und Studienorientierung an der IKS bereitet die Lernenden fächerübergreifend auf ihre Berufswahl vor. Die Schüler werden umfassend über die unterschiedlichen Ausbildungsmöglichkeiten, über das Studium und über das duale Studium informiert. Am Ende ihrer schulischen Laufbahn sollen sie in der Lage sein, eine ihren Kompetenzen entsprechende Berufs- bzw. Studienwahlentscheidung treffen zu können.
Viele verschiedene Maßnahmen greifen ineinander, um das zu ermöglichen: Am Girls‘ & Boys‘ Day sowie den zwei Betriebspraktika im neunten Jahrgang und in der Einführungsphase (2. Halbjahr) bekommen die Schüler einen Einblick ins Berufsleben. Der Berufswahlpass wird im achten Jahrgang ausgeteilt, damit die Lernenden ihren Prozess zur Berufs- und Studienorientierung ausreichend dokumentieren können. Sie erstellen während ihrer Schullaufbahn ein umfassendes Portfolio. Unternehmen werden mithilfe der Wirtschaftsförderung Rüsselsheim für den „Azubitalk“, den Berufsinformationsabend des Rotary Clubs, an die Schule eingeladen, die über die verschiedenen Ausbildungsmöglichkeiten in ihren Betrieben, das duale Studium und über Studiengänge informieren. Die Lernenden besuchen die Hochschul- und Berufsorientierungsmesse hobit in Darmstadt und können sich den „Tag der offenen Tür“ an den Universitäten der Umgebung anschauen. Der geva-Test, ein Neigungsfeststellungsverfahren, die Berufswahlsprechstunde, Bewerbungstrainings und ein Elternabend bilden weitere Bausteine in der Berufs- und Studienorientierung. Ein BSO-Team bestehend aus Lehrkräften organisiert und informiert die Schulgemeinschaft über die berufs- und studienorientierenden Maßnahmen an der Schule.

## Soziales Engagement
Die Schulgemeinschaft der IKS führt regelmäßig soziale Projekte und Aktionen für notleidende Personen durch. Die Erlöse der jährlichen Nikolausaktion und des Adventskonzerts kommen Kindern des Dorfes Naranjal in Peru zugute. Die Schüler führen auch Spendenaktionen u. a. für das Bärenherz-Kinderhospiz in Wiesbaden und weitere soziale Projekte durch.

## Erfolge
- 2006 wurde Immanuel-Kant-Schule Stiftungspreisträger der Elinor Kirchner von Opel Stiftung für außergewöhnliche Leistungen im technischen und naturwissenschaftlichen Bereich.
- 2007 errang der Immanuel Kant Chor beim 10. Hessischen Schulchorwettbewerb in Gießen einen hervorragenden zweiten Preis.
- 2008 wurden drei Schüler (Christian Drischler, Torben Friedrich und Lucas Hamann) Landes-Sieger Jugend forscht Hessen. Ihr Thema in der Sparte „Arbeitswelt“ lautete „Wie bitte? Hören Musiker wirklich schlechter?“. Zusätzlich erhielten sie den Sonderpreis des Landesverbands Mitte der Deutschen Gesetzlichen Unfallversicherung.[34]
- 2019 siegten die „IKS Swing Kids“ zum bereits sechsten Mal beim Landeswettbewerb „Jugend jazzt“ Hessen und qualifizierten sich so als einzige hessische Big-Band für die Bundesbegegnung „Jugend jazzt“ 2020 in Hamburg.[35]

## Persönlichkeiten
- Thomas Frickel, Regisseur
- Paul-Hermann Gruner, Politologe, Journalist, Schriftsteller und bildender Künstler
- Oliver Leicht, Jazzmusiker und Mitglied der hr-Big-Band
- Günter Neliba, Lehrer an der Schule
- Lars Reichow, Musikkabarettist, war Lehrer an der Schule
- Walter Renneisen, Schauspieler
- Detlev Rohwedder, Manager und Politiker, 1991 von der RAF erschossen
- Enno Siehr, Politiker
- Moritz Wesp, Jazzmusiker und Komponist

## Belege
1. ↑  100 Jahre Immanuel-Kant-Schule 1896–1996. Festschrift. Rüsselsheim 1996, S. 32.
2. ↑  Die Gründung der Bürgerschule in Rüsselsheim durch Paul Hessemer (Vom Gründer selbst erzählt). In: Mein-Spitze 1937 (nachgedruckt in: 100 Jahre Immanuel-Kant-Schule, S. 29).
3. ↑  Jakob SITTMANN. Verein für Computergenealogie, abgerufen am 20. März 2018.
4. ↑  Darmstadt war bis 1945 Landeshauptstadt: Bis 1918 vom Großherzogtum Hessen, dann vom Volksstaat Hessen
5. ↑  100 Jahre Immanuel-Kant-Schule, S. 33.
6. ↑  Jahresbericht über das Schuljahr 1914/15 (Stadtarchiv Rüsselsheim 967/1/4).
7. ↑  100 Jahre Immanuel-Kant-Schule, S. 35.
8. ↑  Jahresbericht 1938/39, S. 7 (Schularchiv der IKS).
9. ↑  Jahresbericht 1937/37, S. 10 (Schularchiv der IKS).
10. 1 2  100 Jahre Immanuel-Kant-Schule, S. 38.
11. ↑  Oberschule für Jungen, hier: Verfügungen, Verordnungen (StAR, XIV/11/24/2, Berichte der Schulleitung vom 28.04., 27.08. und 20.09.1944).
12. ↑  Oberschule für Jungen, hier: Verfügungen, Verordnungen, Schriftverkehr (StAR, XIV/11/27/1, Bericht der Schulleitung vom 21. 1. 1947).
13. 1 2  100 Jahre Immanuel-Kant-Schule, S. 49.
14. ↑  Franz Horvath: Erbe und Verpflichtung. In: ruesselsheimer-echo.de. Rüsselsheimer Echo, 6. April 2016, abgerufen am 20. März 2018.
15. ↑  Bericht über das Schuljahr 1959/60. Rüsselsheim 1960, S. 26–30.
16. ↑  100 Jahre Immanuel-Kant-Schule, S. 51.
17. ↑  120 Jahre Immanuel-Kant-Schule 1896–2016, S. 8.
18. ↑  Franz Horvath: Programm und Verpflichtung zugleich. In: ruesselsheimer-echo.de. Rüsselsheimer Echo, 1. Juli 2016, abgerufen am 20. März 2018.
19. ↑  Der Ethik des Philosophen verpflichtet. Kant-Schule – Seit einem halben Jahrhundert am neuen Standort. In: Rüsselsheimer Echo, 25. April 2017, S. 10.
20. ↑  100 Jahre Immanuel-Kant-Schule, S. 248.
21. ↑  20 Jahre IKS Big Band 1986–2006. O.O. o. J.; 30 Jahre IKS Big Band 1986 bis 2016. Rüsselsheim o. J. (beide Publikationen im Schularchiv IKS).
22. 1 2  120 Jahre Immanuel-Kant-Schule 1896–2016, S. 9.
23. ↑  100 Jahre Immanuel-Kant-Schule.
24. ↑  Jahrbuch Kant Aktuell 2016/17.
25. ↑  Zahlen überwiegend entnommen aus den Publikationen 120 Jahre Immanuel-Kant-Schule 1896–2016, und 100 Jahre Immanuel-Kant-Schule, passim.
26. ↑  Immanuel-Kant-Schule (Hrsg.): Schulprogramm. 4. Oktober 2017, S. 2–3 (iks-ruesselsheim.de [PDF; 517 kB; abgerufen am 20. März 2018]). Schulprogramm (Memento vom 21. März 2018 im Internet Archive)
27. 1 2  Immanuel-Kant-Schule (Hrsg.): Schulprogramm. 4. Oktober 2017, S. 9 (iks-ruesselsheim.de [PDF; 517 kB; abgerufen am 20. März 2018]). Schulprogramm (Memento vom 21. März 2018 im Internet Archive)
28. ↑  Immanuel-Kant-Schule (Hrsg.): Schulprogramm. 4. Oktober 2017, S. 8–9 (iks-ruesselsheim.de [PDF; 517 kB; abgerufen am 20. März 2018]). Schulprogramm (Memento vom 21. März 2018 im Internet Archive)
29. ↑  Stephan A. Dudek: Rüdiger Schmidt erhält den Kulturpreis der Stadt Rüsselsheim – Gründer des Gesangprojekts „KantVokal“. In: main-spitze.de. Main-Spitze, 4. Februar 2015, archiviert vom Original (nicht mehr online verfügbar) am 21. März 2018; abgerufen am 20. März 2018.
30. ↑  Kant-Lehrer Rüdiger Schmidt mit Kulturpreis geehrt. In: echo-online.de. Rüsselsheimer Echo, 8. Februar 2015, archiviert vom Original am 5. Januar 2016; abgerufen am 20. März 2018.  Info: Der Archivlink wurde automatisch eingesetzt und noch nicht geprüft. Bitte prüfe Original- und Archivlink gemäß Anleitung und entferne dann diesen Hinweis. Er ist seit 1999 Lehrer an der IKS
31. ↑  IKS Rüsselsheim Home – Profil – Schwerpunkt Musik. Archiviert vom Original (nicht mehr online verfügbar) am 21. Januar 2020; abgerufen am 22. Januar 2020.  Info: Der Archivlink wurde automatisch eingesetzt und noch nicht geprüft. Bitte prüfe Original- und Archivlink gemäß Anleitung und entferne dann diesen Hinweis.
32. ↑  Immanuel-Kant-Schule (Hrsg.): Schulprogramm. 4. Oktober 2017, S. 10–11 (iks-ruesselsheim.de [PDF; 517 kB; abgerufen am 20. März 2018]). Schulprogramm (Memento vom 21. März 2018 im Internet Archive)
33. 1 2  Immanuel-Kant-Schule (Hrsg.): Schulprogramm. 4. Oktober 2017, S. 13 (iks-ruesselsheim.de [PDF; 517 kB; abgerufen am 20. März 2018]). Schulprogramm (Memento vom 21. März 2018 im Internet Archive)
34. ↑  Pressemeldung
35. ↑  VRM GmbH & Co KG: „IKS Swing Kids“ siegen in Hessen – Main-Spitze. Abgerufen am 29. Dezember 2019.